# Syspira medialuna
Espèce
Syspira medialuna est une espèce d'araignées aranéomorphes de la famille des Miturgidae.

## Distribution
Cette espèce est endémique de la province de La Vega en République dominicaine,. Elle se rencontre vers Constanza et Jarabacoa entre 1 019 et 1 520 m d'altitude.

## Description
Le mâle holotype mesure 10,2 mm et la femelle paratype 10,7 mm.

## Publication originale
- Brescovit, Sánchez-Ruiz & Bonaldo, 2018 : « On the spider genus Syspira Simon, 1895 (Araneae: Miturgidae) in the Caribbean: four new species from Dominican Republic. » Zootaxa, no 4370(1), p. 57-76.